# The Walking Dead (benzi desenate)
The Walking Dead este o serie de cărți de benzi desenate alb-negru care apare lunar în Statele Unite începând cu 2003. Sunt publicate de editura Image Comics. Banda desenată este creată și desenată de Robert Kirkman și de artistul Tony Moore, care a fost înlocuit de Charlie Adlard începând cu numărul #7, deși Tony Moore încă a realizat coperta până la numărul #24.
Banda desenată prezintă incercarile lui Rick Grimes, familia sa si alti supravietuitori să supraviețuiască după ce lumea a suferit o apocalipsă zombie.
În 2010 povestea a fost adaptată pentru un serial de televiziune cu același nume cu Andrew Lincoln, Jon Bernthal și Sarah Wayne Callies în rolurile principale.